# Деревини (пункт контролю)
52°6′59.7″ пн. ш. 31°28′51.6″ сх. д. / 52.116583° пн. ш. 31.481000° сх. д.
Дереви́ни — пункт пропуску через державний кордон України на кордоні з Білоруссю.
Розташований у Чернігівській області, Городнянський район, поблизу однойменного села. З білоруського боку знаходиться пункт пропуску «Андріївка» на трасі в напрямку Тереховки.
Вид пункту пропуску — автомобільний (вантажність до 3,5 тонн), пішохідний. Статус пункту пропуску — місцевий (час роботи з 8:00—20:00).
Характер перевезень — пасажирський.
Пункт пропуску «Деревини» може здійснювати лише радіологічний, митний та прикордонний контроль.